# Adam X the X-Treme
Adam X the X-Treme, il cui vero nome è Adam Neramani, è un personaggio dei fumetti creato da Fabian Nicieza (testi) e Tony Daniel (disegni), pubblicato dalla Marvel Comics. La sua prima apparizione risale a X-Force Annual (vol. 1) n. 2 (ottobre 1993).

## Biografia del personaggio
Adam Neramani trova lavoro come operaio nell'industria Stronge, appartenente a Martin Stronge. Durante il tempo passato alle dipendenze di quest'ultimo Adam conosce una mutante, Michelle Balters, con cui nasce un'importante amicizia.
Michelle scappa da un impianto di tali industrie vicino a Denver. Ad Adam viene dato il compito di rintracciare la ragazza e di convincerla a tornare a lavorare a Denver. Adam è all'oscuro del fatto che il suo capo sta finanziando il progetto Wideawake, il quale dava fondi ad un gruppo di scienziati che dovevano trovare il modo di eliminare il gene X, quel particolare gene che dà vita ai mutanti, così facendo avrebbe eliminato tale razza che lui odiava tanto.
Intanto la squadra per la protezione dei mutanti, X-Force, si mette in moto, e per puro caso, si imbattono in Adam che finalmente svela sua vera identità: è un mutante in grado di muoversi talmente veloce da far vedere ai suoi avversari solo un lampo verde. Così mette fuori gioco tutta la squadra degli X-Force, Shatterstar con la sua potente spada, Rictor con le sue emissioni di scossa, Boomer con le sue esplosioni di plasma e Cable, il comandante con le sue temibili pistole. La storia si conclude quando Adam-X scopre le vere intenzioni del suo capo e si unisce alla X-Force, battendolo.

## Terzo fratello Summers
Nelle intenzioni degli autori che introdussero questo personaggio, Adam doveva essere il fratello perduto di Ciclope e Havok, frutto dell'unione della loro madre, Kathrine Summers, con l'imperatore Shi'ar D'Ken, avvenuta dopo la cattura di quest'ultima assieme al marito da parte della flotta spaziale Shi'ar. L'idea che i Summers avessero (almeno) un terzo fratello era stata già introdotta in X-Men n.23 del 1993, in cui il supercriminale Sinistro, in un dialogo con Ciclope, fa menzione ai suoi fratelli, mentre al tempo l'unico fratello conosciuto di Ciclope era Havok.
In seguito all'allontanamento di Fabian Nicieza dalla Marvel nel 1995 questa linea narrativa venne abbandonata, finché la miniserie Genesi Letale del 2006, scritta da Ed Brubaker, chiarì che il terzo fratello Summers era in realtà Vulcan. Da allora le origini di Adam X non sono state ulteriormente chiarite, e sebbene la storia narrata in Genesi Letale sia in apparente contraddizione con la discendenza diretta di Adam da Kathrine (che era già incinta di Vulcan al momento della cattura, e muore poco dopo, in seguito allo stupro perpetrato da D'Ken), rimangono tuttavia alcuni indizi di un legame tra Adam e la famiglia Summers: egli è infatti un ibrido umano-Shi'ar, e Kathrine e Christopher Summers sono stati probabilmente gli unici terrestri ad aver avuto in quel periodo un contatto con l'impero Shi'ar. Inoltre, in X-Men n.39, Adam incontra sulla terra il suo supposto nonno materno, Philip Summers, e grazie all'intermediazione telepatica di Jean Grey, scopre una particolare connessione (non meglio chiarita) con l'anziano terrestre.

## Poteri e abilità
Poiché è un ibrido Shi'ar/umano possiede le caratteristiche e le capacità di entrambe le razze. La sua forza supera di poco quella di un normale essere umano e la sua resistenza è in molte occasioni come quella umana. I riflessi di Adam, invece, sono largamente superiori sia a quelli umani che a quelli Shi'ar.
Oltre a essere un ibrido, Adam è anche un mutante con il potere di incendiare gli elettroliti nel sangue ossigenato dei nemici, causando una quantità di danni variabile. Può semplicemente dare la sensazione che il calore corporeo sia cresciuto come incenerire una persona all'istante. Il suo potere funziona solo se può accedere direttamente al sangue del nemico, perciò si porta appresso delle spade Shi'ar, dette lame Thet'je, con cui può arrecare ferite da taglio agli avversari ossigenandogli così il sangue in maniera da rendere possibile l'utilizzo del suo potere. Allo stesso scopo il suo costume è rivestito di varie lame.
Per scatenare il suo potere Adam usa la parola chiave "Burn" (Brucia): quando lo fa i suoi occhi assumono il colore rosso.